# Elaeocarpus cordifolius
Espèce
Statut de conservation UICN

 CD  : Dépendant de la conservation
(appellation d’avant 2001)
Elaeocarpus cordifolius est une espèce de plantes de la famille des Elaeocarpaceae.

## Publication originale
- Kew Bulletin 49(2): 240. 1994.